# Санта Кроче II
Санта Кроче II је насеље у Италији у округу Латина, региону Лацио.
Према процени из 2011. у насељу је живело 201 становника. Насеље се налази на надморској висини од 35 м.